# Уругвайско-южноафриканские отношения
Уругвайско-южноафриканские отношения — двусторонние дипломатические отношения между Уругваем и ЮАР. Посольство ЮАР находится в городе Монтевидео. Уругвай имеет посольство в Претории и консульство в Дурбане.
Активно между обеими странами развивается торговля в агропромышленной отрасли. Существует Уругвайско-Африканская торгово-промышленная палата, которая охватывает торговлю между Уругваем и африканскими странами.
Обе страны являются полноправными членами Кернской группы и Группы 77.